# ۱۹۸۳ (فیلم)
"1983" (انگلیسی: 1983 (film)) یک فیلم است که در سال ۲۰۱۴ منتشر شد.